# Polydesmus melanchthonius
Polydesmus melanchthonius är en mångfotingart som beskrevs av Carl Graf Attems 1927. Polydesmus melanchthonius ingår i släktet Polydesmus och familjen plattdubbelfotingar. Inga underarter finns listade i Catalogue of Life.